# Geroldo di Vintzgau
Geroldo I di Vintzgau (... – fine VIII secolo) è stato un nobile tedesco, conte in Anglachgau e Kraichgau, ma soprattutto padre di Ildegarda di Vintzgau, terza moglie di Carlo Magno e madre di Ludovico il Pio.

## Biografia
Si sa poco di Geroldo. Tuttavia sembra essere collegato alla famiglia Agilolfingi, la prima dinastia regnante in Baviera. Ma la sua esatta ascendenza non è certa. Gli storici lo hanno assegnato alla stirpe dei Geroldini. 
Secondo lo storico Pierre Riché, egli era figlio di Agilulfo, forse figlio di Teodone, figlio a sua volta di un altro Agilulfo. Secondo altre fonti, sarebbe figlio di Hado di Vintzgau e Gerniu di Svevia, questo Hado, tuttavia, appartenente alla linea di Agilulfo. 
Data la presenza dei suoi possedimenti nella media valle del Reno, potrebbe anche essere stato un membro dell'aristocrazia franca installata in Allemania dopo la strage di Cannstatt, evento in cui la nobiltà degli Alamanni venne sterminata.
Sposò una figlia del duca degli Alemanni Hnabi, chiamata Emma o Imma, della stirpe degli Agilolfingi. Da questo matrimonio nacque nel 758 Ildegarda, che nel 771 sposò Carlo Magno, nonostante la sua giovane età, dopo il ripudio della sua seconda moglie, Desiderata. Egli ebbe anche un figlio chiamato Geroldo, con il quale a volte è confuso. 
Nel 784 lui e sua moglie fecero importanti donazioni alla neonata abbazia di Lorsch, donando aree intorno a Worms e Heidelberg. 
È anche menzionato come conte in Baar nel 779 e 783. 
Per quanto riguarda la sua morte, potrebbe essere morto nel 784/786 o nel 795. 

## Famiglia e figli
Dal suo matrimonio con Emma, figlia di Hnabi, nacquero: 
- Ildegarda (758 - † 783), moglie di Carlo Magno;
- Odalrico o Udalrich, († intorno all'824), conte in Alpgau e Breisgau nel 780/781, a Hegau nel 787/791 a Thurgau nel 787 e in Alsazia nell'817[5], capostipite degli Udalrichingi;
- Geroldo († 1 settembre 799), prefetto della Baviera;
- Megingaudo († dopo l'808)[6].

Genitorialità incerta: 
- Adriano (Adrianus) († dopo 10 novembre 821), conte di Orléans, conte palatino, marito di Waldrade, nonno di Ermentrude, moglie di Carlo il Calvo[7];
- Enrico, duca del Friuli († 799).